# Ledenjak Furtwängler
Ledenjak Furtwangler nalazi se u blizini vrha planine Kilimanjaro u Tanzaniji. Ledenjak je dobio ime po Walteru Furtwängleru koji je, zajedno sa Siegfriedom Königom, bio u četvrtoj grupa planinara koja se popela na vrh Kilimandžara 1912. godine.
Ledenik je mali ostatak ledene kape koja je nekad bila na vrhu Kilimandžara. Gotovo 85% ledenog pokrivača nestalo je između listopada 1912. i lipnja 2011. Prema trenutnoj brzini otapanja, procjenjuje se da će većina leda nestati do 2040. godine i "vrlo je malo vjerojatno da će ijedno ledeno tijelo ostati nakon 2060. godine", iako sezonski snijeg i dalje pada nekoliko mjeseci godišnje.
Ledenjak Furtwängler kontinuirano postoji tek otprilike od 1650. godine, što odgovara vrlo visokim razinama u kenijskom jezeru Naivasha i početku Maunderovog minimuma. Između mjerenja 1976. i 2000. godine, površina ovog ledenjaka prepolovljena je sa 113 000 m2 na 60 000 m2. Do 2018. veličina se smanjila na 11,000 m2.